# Igreja de Aldachildo
A Igreja de Aldachildo (castelhano: Iglesia de Aldachildo) é uma igreja católica localizada na localidade de Aldachildo, comuna de Puqueldón, no Chile. Forma parte do grupo de 16 igrejas de madeira de Chiloé qualificadas como Monumento Nacional do Chile e reconhecidas como Patrimônio da Humanidade pela Unesco.
Integra a diocese de Ancud e seu santo patrono é Jesus de Nazaré, cuja festa celebra-se em 30 de agosto.